# 韓昇助
韓 昇助（ハン・スンジョ、本名：ハン・ギシク、1930年1月13日 - 2017年7月25日）は、大韓民国の政治学者。韓国併合恵沢論者である。日本の保守派からは、呉善花などと共に『韓国良識派』の代表的存在として評価されていた。

## 日韓併合についての発言
高麗大学名誉教授であった2005年3月1日、日本の月刊誌「正論」2005年4月号に「共産主義・左派思想に根差す親日派断罪の愚　韓日合併を再評価せよ」と題し、韓日併合は韓国人にとって祝福であり感謝するべきだという主張を寄稿し、韓国国内世論から激しい批判を受けた。3月4日には、韓昇助は所信に基づいて書いたので後悔はまったくなく、むしろこの問題が公論化されることを望むと中央日報の取材に答える。3月6日には、自身が共同代表を務める自由市民連隊の代表を辞任するが、青年会員で構成された自由市民連隊・非常対策委員会は会員資格の剥奪と指導部の共同辞任を求めた。勤務先の高麗大学では寄稿内容は大学側の立場とは違うと緊急表明した。同日、高麗大学名誉教授を辞任する。3月11日には、高麗大総学生会が「第2の韓昇助」が出ないようにするとして「親日教授リスト」を民族問題研究所などの団体と合同で親日行跡が明らかな前・現職教授リストを近日公開すると発表する。

### 韓国国会の対応
3月20日にはハンナラ党の元喜龍(ウォン・ヒリョン)は「日帝の植民地支配を合理化して国民の怒りを買った韓昇助前高麗大学名誉教授事件の再発を防止する必要がある。仮称『日帝侵略行為歪曲及び擁護防止法』を新設する。」と述べた。朝鮮日報によると、法案は言論出版及び集会を通じて日帝侵略期間中の反民族行為や戦争犯罪などを賛美したり、擁護することは表現の自由の枠を越えたものと見なし処罰するよう定めるとのことであった。

### マスコミによる批判
朝鮮日報は次のように批判した。「この上なく荒唐無稽だ。日帝の植民統治は韓国民の血と汗を搾取した。韓国を日帝の附属品として挟み込むことで、国民国家レベルの完全な自生的近代化の道を捻ってしまった。民族を分け、凄惨な民族同士の戦いである韓国戦争や60年にわたる分断の種をまいたのも日帝の韓国強占だ。問題の発言をした張本人も、このような簡単な歴史的事実を分からないはずはないだろう」。